# Xenandra
Genre
Xenandra est un genre d'insectes lépidoptères de la famille des Riodinidae et de la sous-famille des Riodininae. 
Ils résident en Amérique du Sud.

## Dénomination
Le genre a été nommé par Cajetan Freiherr von Felder et Rudolf Felder en 1865.

## Liste des espèces
- Xenandra agria (Hewitson, [1853]); présent au Brésil
- Xenandra desora Schaus, 1928; présent au Costa Rica, à Panama et en Colombie
- Xenandra heliodes C. & R. Felder, [1865]; présent au Brésil et au Venezuela
- Xenandra helius (Cramer, 1779); présent au Costa Rica Guyana et au Pérou.
- Xenandra mielkei Hall & Furtado, 1999; présent au Brésil
- Xenandra nigrivenata Schaus, 1913; présent au Costa Rica
- Xenandra pelopia (Druce, 1890); présent en Colombie
- Xenandra poliotactis (Stichel, 1910); au Pérou.
- Xenandra vulcanalis Stichel, 1910; présent en Colombie

### Source
- funet